# أشلي كيتشن
أشلي كيتشن (بالإنجليزية: Ashley Kitchen)‏ هو لاعب كرة قدم بريطاني، ولد في 10 أكتوبر 1988 في منسفيلد ‏ في المملكة المتحدة. لعب مع نادي مانسفيلد تاون.

## وصلات خارجية
- أشلي كيتشن على موقع قاعدة بيانات كرة القدم.إي يو (الإنجليزية)
- أشلي كيتشن على موقع Soccerbase.com (لاعب) (الإنجليزية)